# Chengiz
Chengiz è un film del 2023 scritto e diretto da Rajesh Ganguly.
Il film è interpretato da Jeet nel ruolo principale e il cast di supporto include Sushmita Chatterjee, Rohit Roy e Shataf Figar. Il film è stato realizzato dagli studi Grassroot Entertainment, Jeetz Filmworks e AA Films.

## Distribuzione
La pellicola è uscita nelle sale cinematografiche in India il 21 aprile 2023 in bengalese, insieme alla sua versione doppiata in hindi. È il primo film bengalese ad essere distribuito contemporaneamente in lingua bengalese e hindi.